# Poussière (cosmologie)
Pour les articles homonymes, voir Poussière (homonymie).
La poussière est, en cosmologie, une composante de l'Univers constituée de particules massives, sans interactions autres que gravitationnelles, réparties de façon homogène. Elle est modélisée comme un gaz de pression nulle, celle-ci étant beaucoup plus faible que l'énergie de masse par unité de volume.